# Хословський Борис Борисович
Борис Борисович (Сухоручко-Хословський) Хословський (1893 — † після 1976) — підполковник Дієвої армії УНР.

## Життєпис
Походив з селянської родини хутора Верх Борзненського повіту Чернігівської губернії. Закінчив Новозибківське технічне училище. У 1914 р. був покликаний до армії. У складі 130-го піхотного Херсонського полку брав участь у Першій світовій війні. Наприкінці 1914 р. був важко поранений, півроку лікувався.
Згодом закінчив школу прапорщиків у Москві. На початку 1916 р. повернувся до 130-го полку, очолював команду кінних розвідників. У листопаді 1916 р. був поранений вдруге. Після одужання служив у 196-му запасному полку у Твері, де у березні 1917 р. став співорганізатором Української громади. Останнє звання у російській армії — поручик.
Учасник II Всеукраїнського військового з'їзду. У вересні 1917 р. демобілізувався з армії. Працював у Секретарстві народної просвіти  Центральної Ради на посаді помічника начальника управи народних шкіл. Після встановлення Гетьманату П. Скоропадського пішов з державної служби та організував у Києві «Український кооператив». Був членом опозиційного до Гетьмана українського військового товариства “Батьківщина”.
З початком протигетьманського повстання 14 листопада 1918 р. з'явився у  Білій Церкві, де отримав доручення щодо мобілізації у Білоцерківському повіті та формування 1-ї запасної Білоцерківської бригади військ Директорії.
З кінця 1918 р. — командир 1-го Білоцерківського резервового полку. З початку лютого 1919 р. — комендант м. Жмеринка. З кінця березня 1919 р. — комендант штабу «Запорізької Січі» отамана  Божка Дієвої армії УНР. З серпня 1919 р. — помічник командира 36-го Дніпровського полку 12-ї Селянської дивізії Київської групи Дієвої армії УНР.
З жовтня 1919 р. — командир 13-го Гайсинського полку, який було згорнуто у 1-й збірний курінь Збірної Київської дивізії Дієвої армії УНР. Учасник  Першого Зимового походу — командир 1-го куреня збірної бригади Київської дивізії Дієвої армії УНР.
3 червня 1920 р. — командир 28-го (Гайсинського) куреня 10-ї бригади 4-ї Київської стрілецької дивізії Армії УНР. Поранений у бою з червоними 23 вересня 1920 р. Після одужання у листопаді 1920 р. повернувся на попередню посаду. У травні 1921 р. був відправлений на операцію до Варшави, звідки до Армії УНР вже не повернувся, а виїхав до Праги.
Закінчив у Чехо-Словаччині Вищу школу консульської та дипломатичної служби (1923), філософський факультет Карлового університету (1924), працював аспірантом в  Українській господарській академії у Подєбрадах. З 1926 р. — керівник виробництва рекламних відділів фірми «Віра-Фільм». З 1928 р. — організатор та власник кіностудії «Меркур-Фільм», що спеціалізувалася на виробництві рекламних фільмів. У 1932 р. прийняв чехословацьке громадянство. Очолював Союз Гетьманців-Державників у Празі.
У 1941–1942 рр. тричі заарештовувався німецькою владою.
27 травня 1945 р. був заарештований у Празі СМЕРШем 53-ї радянської армії, перевезений до Києва та переданий до МГБ.
1 липня 1946 р. був засуджений до 10 років позбавлення волі з конфіскацією майна. Після звільнення у 1956 р. як чехо-словацький громадянин повернувся до Чехо-Словаччини.
Подальша доля невідома.